# Dmitri Kókarev
Dmitri Kokarev (en rus: Дмитрий Кокарев; nascut a Penza el 18 de febrer de 1982), és un jugador d'escacs rus, que té el títol de Gran Mestre des de 2007.
A la llista d'Elo de la FIDE del desembre de 2021, hi tenia un Elo de 2582 punts, cosa que en feia el jugador número 44 (en actiu) de Rússia. El seu màxim Elo va ser de 2648 punts, a la llista de març de 2013 (posició 106 al rànquing mundial).

## Resultats destacats en competició
El 1999 va guanyar el Campionat del món Sub-18 celebrat a Orpesa. El 2009, va empatar als llocs 1r–8è amb Serguei Vólkov, Ígor Lissi, Aleksandr Rakhmànov, Valeri Popov, Denís Khismatul·lin, Dmitri Andreikin i Dmitri Botxarov a l'obert de Vorónej.
El 2010, va guanyar el torneig Mayor's Cup de Mumbai i empatà als llocs 1r-6è amb Martyn Kravtsiv, Aleksei Dréiev, Maksim Túrov, Baskaran Adhiban i Aleksei Aleksàndrov al II Obert Orissa a Bhubaneshwar.
El 2012 fou tercer al fortíssim obert de Moscou, per darrere d'ígor Lissi i Ernesto Inàrkiev.
El 2013 empatà al primer lloc amb 7/9 punts al fort Memorial Txigorin (el campió per desempat fou Oleksandr Aresxenko). L'octubre de 2015 fou 2-3 del Memorial Txigorin amb 7½ punts de 9, amb els mateixos punts que el campió Kirill Alekseenko i Sandipan Chanda.

## Partides notables
- Dmitri Kókarev vs Teimour Radjabov, Campionat del món Sub-18 1999, atac indi de rei (A07) 1-0.
- Dmitri Kókarev vs Ratmir Kholmov, Torneig White Nights 2001, defensa Caro-Kann variant Finnish (B16) 1-0.